# Verthyllung

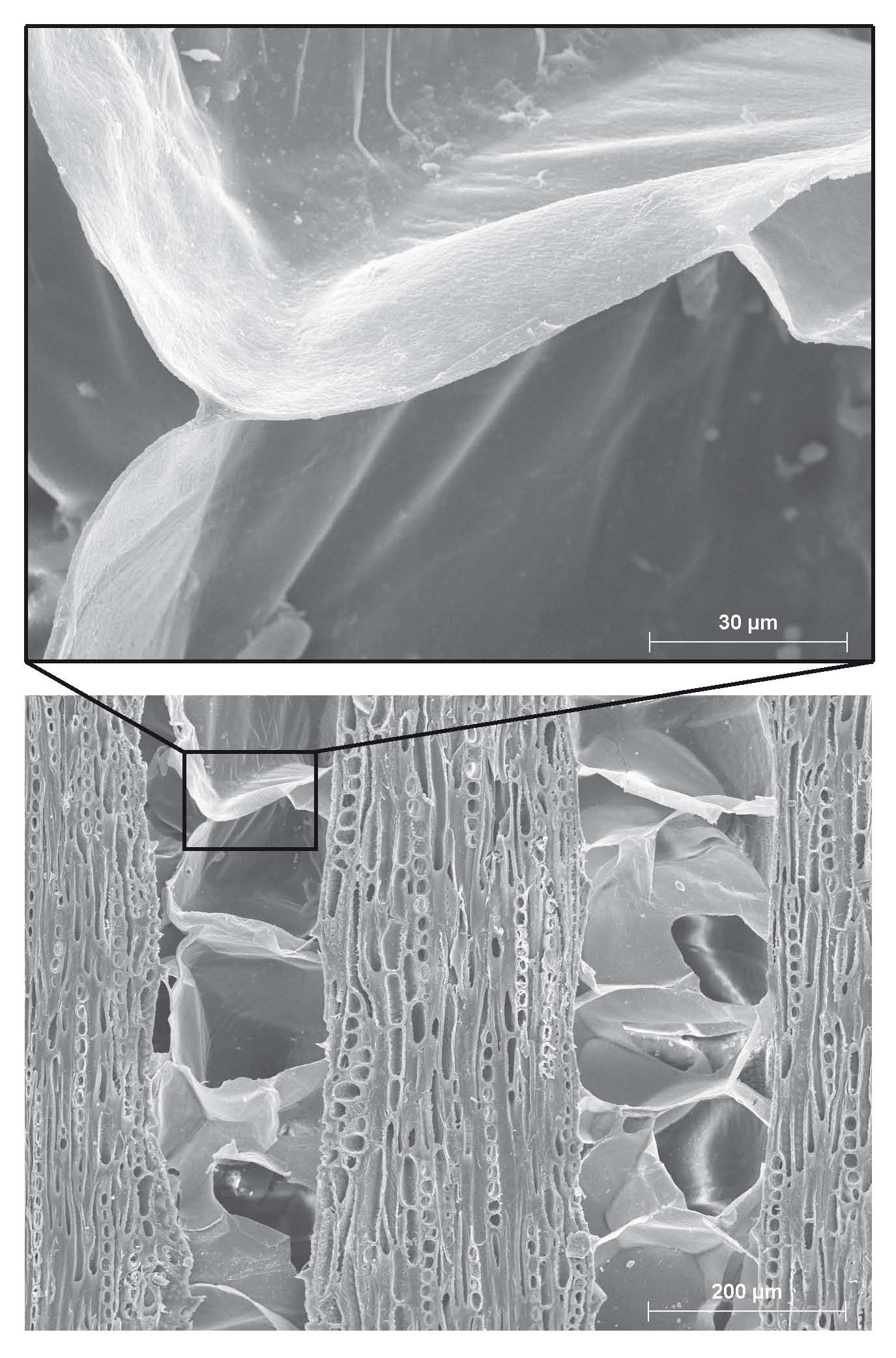
Verthyllte Gefäße bei Quercus petraea (Tangentialschnitt)

Als Verthyllung bezeichnet man das Verschließen nicht mehr genutzter Tracheen speziell bei bedecktsamigen Pflanzen.
Im Holz von Bedecktsamern (Angiospermen) finden sich weite großlumige Gefäße für den Wassertransport. Im Zuge des sekundären Dickenwachstums des Sprosses werden diese von der Wachstumsschicht (Kambium) immer wieder neu angelegt. Die weiter innen liegenden Tracheen sind dadurch nicht mehr aktiv am Wassertransport beteiligt und werden von der Pflanze nicht mehr benötigt. 
Deshalb verschließt die Pflanze diese Gefäße durch die Bildung und Platzierung einer sackartigen Ausstülpung einer benachbarten Parenchymzelle (Thylle) in die Trachee hinein. Als Verbindung zwischen Trachee und Parenchymzelle werden in der Regel Tüpfelkanäle zwischen den benachbarten Zellen genutzt. Die neu gebildeten Thyllen können wiederum eine eigene Zellwand ausbilden und als eigenständige Zelle innerhalb der Trachee fungieren. Ihre Aufgabe ist dann beispielsweise die Speicherung von Stärke.
Ausführlich wurden die Thyllen bereits 1845 durch Hermine von Reichenbach beschrieben.